# Regulus regulus sanctaemariae
Regulus regulus sanctaemariae Vaurie, 1954 é uma subespécie de estrelinha, conhecida pelo nome comum de estrelinha-de-Santa-Maria, endémica na ilha de Santa Maria, nos Açores. A ave é a mais pequena do género Regulus, sendo residente não-migratória na zona do Pico Alto na região central da ilha. A subespécie aparente ser radiação evolutiva recente da população do oeste da Europa.

## Descrição ehabitat
É uma espécie discreta, que se movimenta na copa das árvores, o que torna a sua observação bastante difícil. Com um comprimento de apenas 8 a 9 cm e uma envergadura de 13 a 15 cm, é tão leve que pesa menos de 5 gramas (quatro ou cinco vezes menos que um vulgar pardal), sendo considerada a ave mais pequena da Europa. Alimenta-se de insectos, vermes e aranhas.
A plumagem é castanha-esverdeada, as asas pretas com margens esbranquiçadas na parte superior. Apresenta coloração esbranquiçada na garganta, com o peito e o abdómen acastanhado a creme. As patas são cinza-escuro a pretas. O bico é curto, preto e fino. Os olhos são comparativamente grandes, com cor preta brilhante, contrastando fortemente com a a cor das penas circundantes. No topo da cabeça apresenta uma lista característica, de cor amarela brilhante nas fêmeas e alaranjada nos machos. É esta mancha amarelada no topo da cabeça que mereceu o nome de estrelinha. A subespécie mariense é a menor da espécie, de cores menos vivas e com o ventre esbranquiçado.
Os ninhos são esféricos, muito compactos, externamente de musgos, o interior com gramíneas e penas. O período de reprodução é entre Abril e Julho, com uma postura 9 a 11 ovos, brancos, sem manchas o pontos, com 12,5 mm por 10,5 mm. O período de incubação é de 15 a 17 dias, com os primeiros voos a partir dos 17 a 22 dias.
Apesar de não existir informação pormenorizada sobre a distribuição e abundância da subespécie R. r. sanctae-mariae, a nidificação ocorre preferencialmente sobre Erica azorica e ocupa preferencialmente zonas de mato misto onde esteja presente a E. azorica e o Viburnum tinus, pois o cedro-do-mato (Juniperus brevifolia) já quase não existe na ilha de Santa Maria.
Apesar de um recente estudo sobre as subespécies insulares de Regulus regulus, o estatuto taxonómico das subespécies açorianas carece de maior clarificação, já que a semelhança com o bis-bis madeirense e o longo isolamento genético que parece ter existido pode indicar especiação das populações açorianas.

## Estado de conservação
Estando a população confinada ao território dailha de Santa Maria (ilha que na totalidade tem 97,4 km² de área),e tendo a sua população decrescido nas últimas duas décadas, de forma notória, a subespécie encontra-se criticamente em perigo, satisfazendo os critérios B1ab(iii) das normas da IUCN para avaliação do estado de conservação das populações de vertebrados. A ave pode ser avistada, de forma dispersa um pouco por toda a ilha, nomeadamente nas zonas de mato misto, mas, de forma mais concentrada o habitat da subespécie está mais limitado às encostas do Pico Alto e às zona florestadas da costa norte em torno do Barreiro da Faneca, tendo ocorrido nas últimas décadas um acentuado declínio da extensão e qualidade das áreas disponíveis para a espécie. Neste contexto, os principais factores de ameaça são a substituição da floresta nativa por mata de criptoméria, a implantação de pastagens e a rápida expansão de algumas espécies de plantas invasoras. Por estas razões a R.Regulus sanctae-mariae, foi considerada "Ave do Ano 2012", pelo CADEP-CN (Clube dos Amigos e Defensores do Património-Cultural e Natural de Santa Maria, com o apoio de várias entidades, ONGAS e centenas de cidadãos, com o objetivo de chamar à atenção para a sua vulnerabilidade e apelo à necessidade de um projeto integrado e multidisciplinar de estudo, estratégia e plano de ação em vista à sua proteção. A proposta do CADEP-CN em associação com a representação dos Amigos dos Açores, em Santa Maria, foi aceite pela Secretaria Regional do Ambiente e do Mar, em reunião tida com o Senhor Secretário Álamo de Meneses, no dia 28 de Outubro de 2011, no âmbito da visita estatutária do Governo dos Açores, à ilha. Em comunicado do Governo, emitido no dia seguinte, saiu o compromisso do avanço de um plano de proteção, já indicando algumas medidas específicas.
As outras duas subespécies de Regulus regulus que ocorrem nos Açores (R. r. inermis e R. r. azoricus) apresentam um estado de conservação que permite considerar como pouco preocupante a sobrevivência das suas populações.